# آرثر كارتر دينيسون
آرثر كارتر دينيسون (بالإنجليزية: Arthur Carter Denison)‏ هو محامي وقاضي أمريكي، ولد في 10 نوفمبر 1861، وتوفي في 27 مايو 1942 في شاكير هايتس في الولايات المتحدة.